# Sint-Annakerk (Deerlijk)

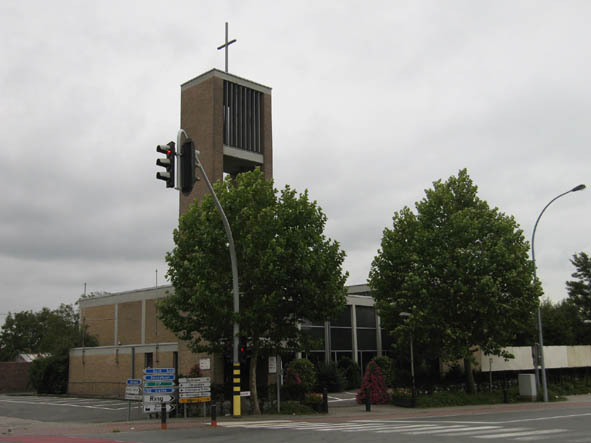
Sint-Annakerk

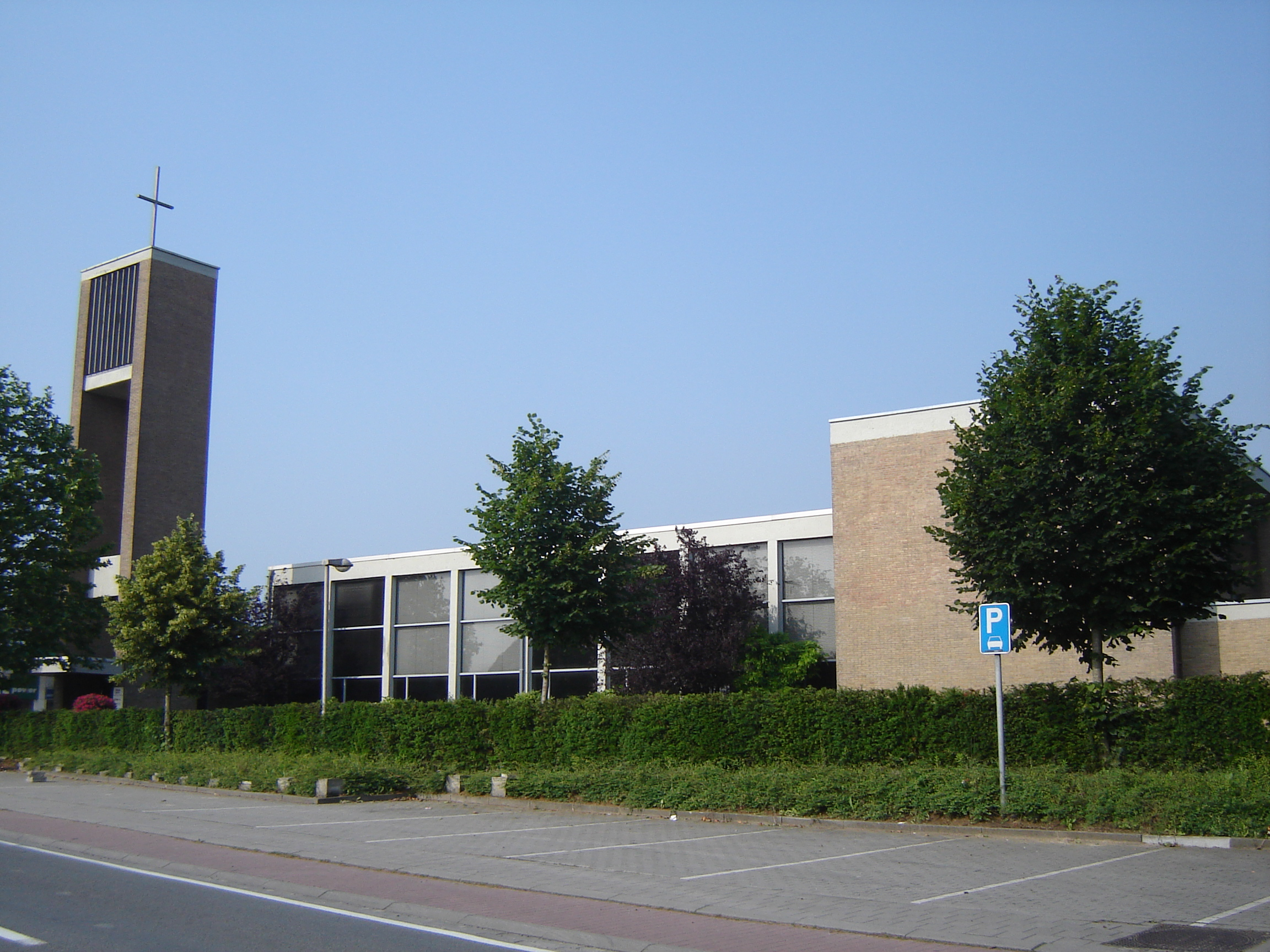
Sint-Annakerk

De Sint-Annakerk (ook: Parochiekerk Heilige Moeder Anna) was een kerkgebouw in de Vlaamse gemeente Deerlijk, op het gehucht Molenhoek. Deze kerk was gelegen aan het kruispunt van de Waregem- met de Breestraat en de Desselgemse Steenweg, met als adres Waregemstraat 356.
Ze werd gebouwd in 1963 naar een ontwerp van architect Christ Vastesaeger in de stijl van het naoorlogse modernisme. Op 19 oktober 1963 werd de kerk ingewijd door vicaris-generaal Roger Vangheluwe.
Het was een zaalkerk met plat dak, uitgevoerd in baksteen en beton. De kerk had een losstaande klokkentoren, eveneens uitgevoerd in dezelfde materialen.
In 2014 werd de parochie opgeheven en de kerk onttrokken aan de eredienst. Vergeleken met de andere kerken in Deerlijk (Sint-Columba en Onze-Lieve-Vrouw Onbevlekt Ontvangen) was immers gebleken dat er in de Sint-Annakerk nog amper diensten waren. Communie- en vormselvieringen werden er allang niet meer gehouden en de laatste inzegening van een huwelijk dateerde van 2011. De laatste misviering had plaats op 30 juni 2014. Er werd gedacht aan een verbouwing tot kinderopvang, maar door het optreden van betonrot werd dat te duur bevonden. De gemeente weigerde de oplopende renovatiekosten nog langer te betalen en in maart 2018 werd de kerk uiteindelijk gesloopt.

## Sint-Annaparochie
In 1967 werd de Molenhoek een zelfstandige parochie met bijhorende kerk, gewijd aan Sint-Anna. De nieuwe parochie kwam er onder impuls van pastoor Jozef Fruytier van de Sint-Columbaparochie. Hij voorzag voor elke wijkgemeenschap een eigen bidplaats. De inwoners van de Molenhoek zamelden onder de leuze "Samen bouwen wij een huis voor God" met allerlei initiatieven 300.000 frank (7.437 euro) in en gaven 1.000.000 frank (24.789 euro) in lening. Bij de inwijding van de kerk in 1963 was de Molenhoek dus nog geen parochie. De eerste pastoor van de parochie werd Gerard Vanhoenackere, medepastoor van de Sint-Columbaparochie.
- Inventaris van het Bouwkundig Erfgoed (Vlaanderen): 86514